# Karl Ludwig Oels

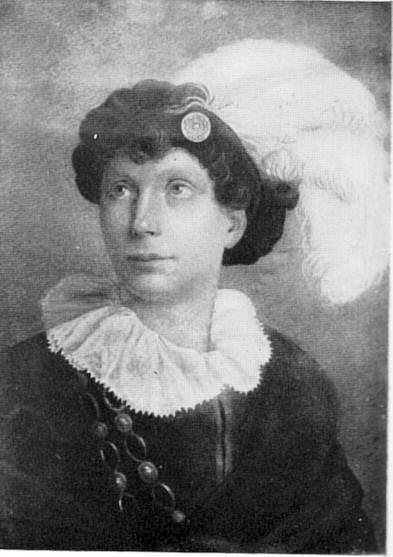
Karl B. Ludwig Oels als Hamlet
Kreidezeichnung von Heinrich Müller

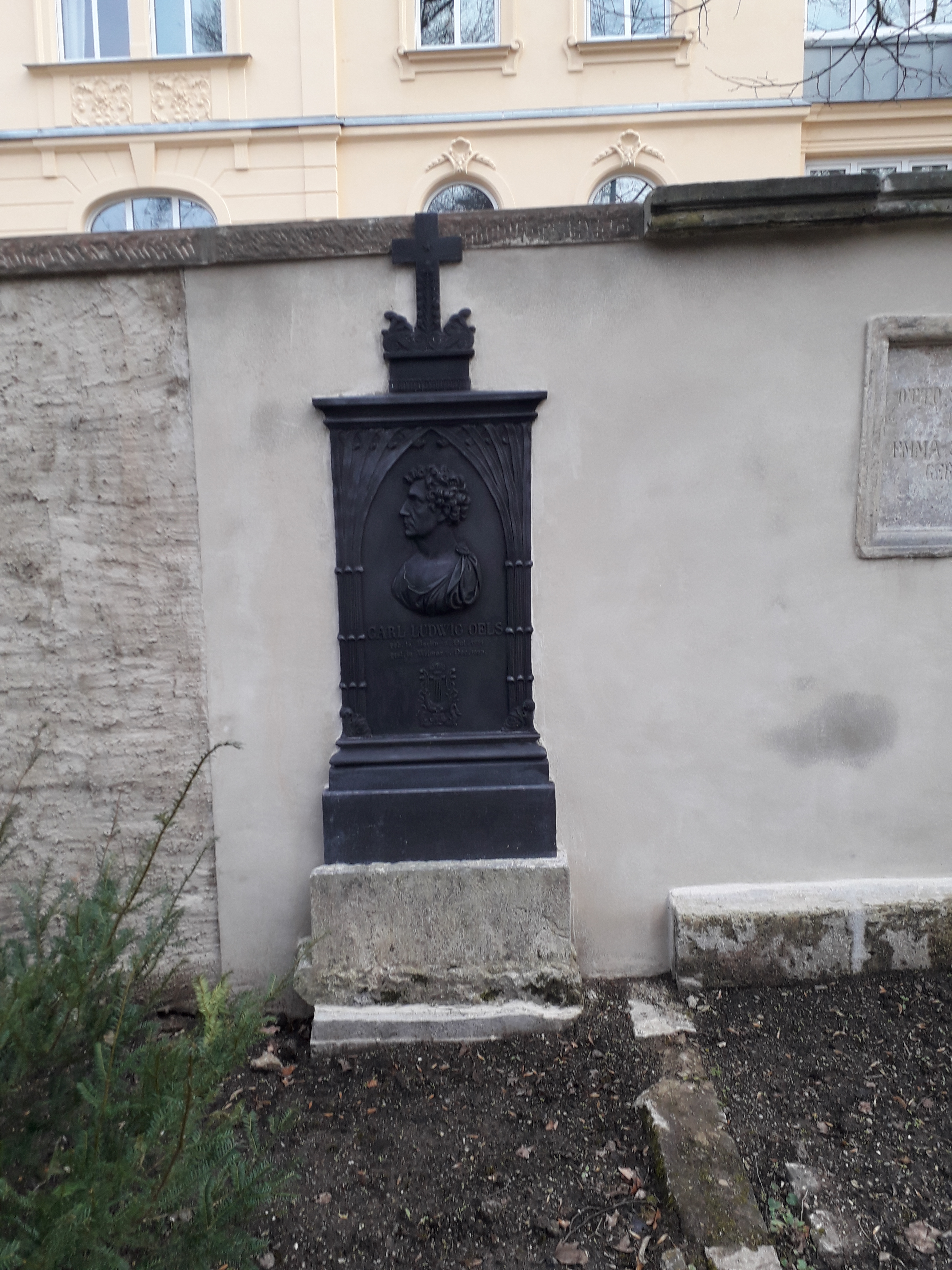
Grabmal von Carl Ludwig Oels auf dem Historischen Friedhof Weimar

Karl B. Ludwig Oels, auch Carl Ludwig Oels (* 3. Oktober 1771 in Berlin; † 7. Dezember 1833 in Weimar) war ein deutscher Schauspieler.

## Leben und Wirken
Karl B. Ludwig Oels kam am 3. Oktober 1771 in Berlin zur Welt. Ursprünglich sollte er ein Handwerk erlernen. Oels rebellierte solange dagegen, bis er zur Bühne gehen durfte. Seine ersten Erfahrung auf der Bühne machte er im Berliner Liebhabertheater Urania, einem Zusammenschluss von gleichgesinnten Bildungsbürgern.
August Wilhelm Iffland, damals berühmter Schauspieler, Schriftsteller und seit 1796 Direktor, gewährte Oels freien Eintritt in das Königliche Schauspielhaus in Berlin. Mit 30 Jahren erhielt Oels 1801 ein Engagement am Bamberger Theater, das zuletzt unter Leitung des Grafen Soden stand.
Sein Grabmal befindet sich auf dem Historischen Friedhof Weimar.

### Anfänge am Weimarer Hoftheater
1803 gelangte er an das Weimarer Hoftheater, wo er am 14. Februar in Armut und Edelsinn in der Rolle des Van der Hufen debütierte. Zunächst bekam er nur Rollen als zweiter Liebhaber, avancierte aber dann zum jugendlichen Helden und weiter in Schau- und Lustspielen zum ersten Liebhaber, so dass er die Rollen des berühmten Heinrich Voß ohne weiteres übernehmen durfte. Oels gehörte zu den Schülern Johann Wolfgang von Goethes, der die Angelegenheit ernst nahm. So spielte er am 2. März 1808 den Gerichtsrat Walter bei der Uraufführung des Lustspiels Der zerbrochne Krug von Heinrich von Kleist.
Durch unermüdlichen Fleiß und ein bis an das Ende seines Lebens fortgesetztes Studium ließen Oels den Mangel an gelehrter Vorbildung reichlich zu ersetzen. So rühmte Goethe Johann Peter Eckermann gegenüber, dass Oels hinreichend höhere Bildung habe, um der besseren Gesellschaft Ehre zu machen. Friedrich Schiller dagegen hob Oels gutes Gedächtnis und Fleiß im Lernen hervor.

### Erscheinung
Auch in seiner äußeren Erscheinung überzeugte Oels. Sein männlicher schöner Körper, sein prachtvoller Lockenkopf und sein lebendiges Auge nahmen die Zuschauer von vorneherein für ihn ein. Auch seine Stimme beherrschte die in Weimar hauptsächlich betonte Kunst des Deklamierens, das aber auch wiederum ein Nachteil, wenn außerhalb von Weimar auf sogenannten realistischen Bühnen gastierte. Als im Jahre 1817 Genast der Ältere sein Amt als Regisseur niederlegte, trat Oels zunächst interimistisch an seine Stelle.

### Rollen

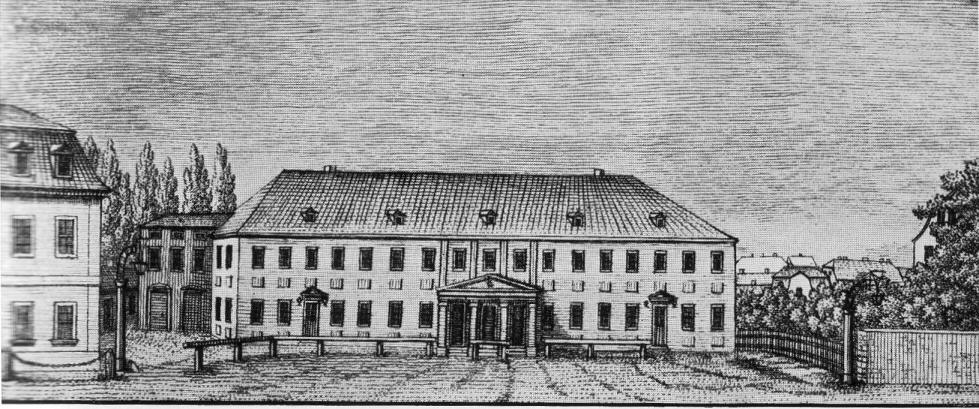
Weimarer Hoftheater um 1800

Die Rollen, die Oels besetzte, waren ungewöhnlich vielseitig: als Mortimer, Arnold von Melchtal, Orest, Sigismund in Calderóns Das Leben ist ein Traum, Max in Wallenstein, Karl Moor, Egmont, Clavigo, Karl VII. in Jungfrau von Orleans vollbrachte er nach dem Urteil seiner Zeitgenossen Vorzügliches, aber auch seine Lustspielcharaktere wurden von ihnen hochgeschätzt. Gegen Ende seiner Schauspielerkarriere spielte er Heldenväter. Seine letzte große Rolle war in dem Trauerspiel Friedrichs Tod von Ernst Raupach die Rolle des Kaisers. Oels stand diesem Dichter, der bei seinen Besuchen in Weimar bei ihm zu wohnen pflegte besonders nahe.

### Ende seiner Karriere
Als sein Schauspielkollege und ebenfalls Goethezögling Pius Alexander Wolff am 31. August 1828 durch eine Kehlkopfschwindsucht und danach bestattet wurde, widmete Oels ihm am Grabe einen Nachruf, mit dem ihn nicht nur das ideale Streben, sondern auch die Zugehörigkeit zu dem Freimaurerorden verbunden hatte. Fünf Jahre später starb Oels am 7. Dezember 1833 und war damit einer der letzten aus Goethes Schauspielertruppe. Sein Kollege Albert Lortzing zeichnete sein Porträt in Stein und Carl August Schwerdgeburth stach ihn in voller Größe als Muley in Standhafter Prinzen in Kupfer.

## Zitate
„Herr Oels und Graff haben hinreichende höhere Bildung, um der besten Gesellschaft Ehre zu machen.“

„»Zum Alonzo«, sagte ich, »müßten wir eine stattliche Figur haben, mehr einen guten Schauspieler als Sänger, und ich dächte, Herr Oels oder Herr Graff würden da am Platze sein. Von wem ist denn die Oper komponiert, und wie ist die Musik?« »Von Reichardt,« antwortete Goethe, »und zwar ist die Musik vortrefflich«“